# Biarum bovei
Biarum bovei är en kallaväxtart som beskrevs av Carl Ludwig von Blume. Biarum bovei ingår i släktet Biarum och familjen kallaväxter. Inga underarter finns listade.